# Plédéliac
Plédéliac település Franciaországban, Côtes-d’Armor megyében. Lakosainak száma 1602 fő (2022. január 1.). Plédéliac Jugon-les-Lacs-Commune-Nouvelle, Landébia, Plestan, Pléven, Plorec-sur-Arguenon, Quintenic, Saint-Denoual, Saint-Rieul és Lamballe-Armor községekkel határos.

## Népesség
A település népességének változása:
| Lakosok száma | 1390 | 1300 | 1232 | 1256 | 1364 | 1408 | 1439 | 1464 | 1478 | 1602 |
|               | 1968 | 1982 | 1990 | 2006 | 2013 | 2015 | 2017 | 2019 | 2020 | 2022 |